# 宝石放射線照射

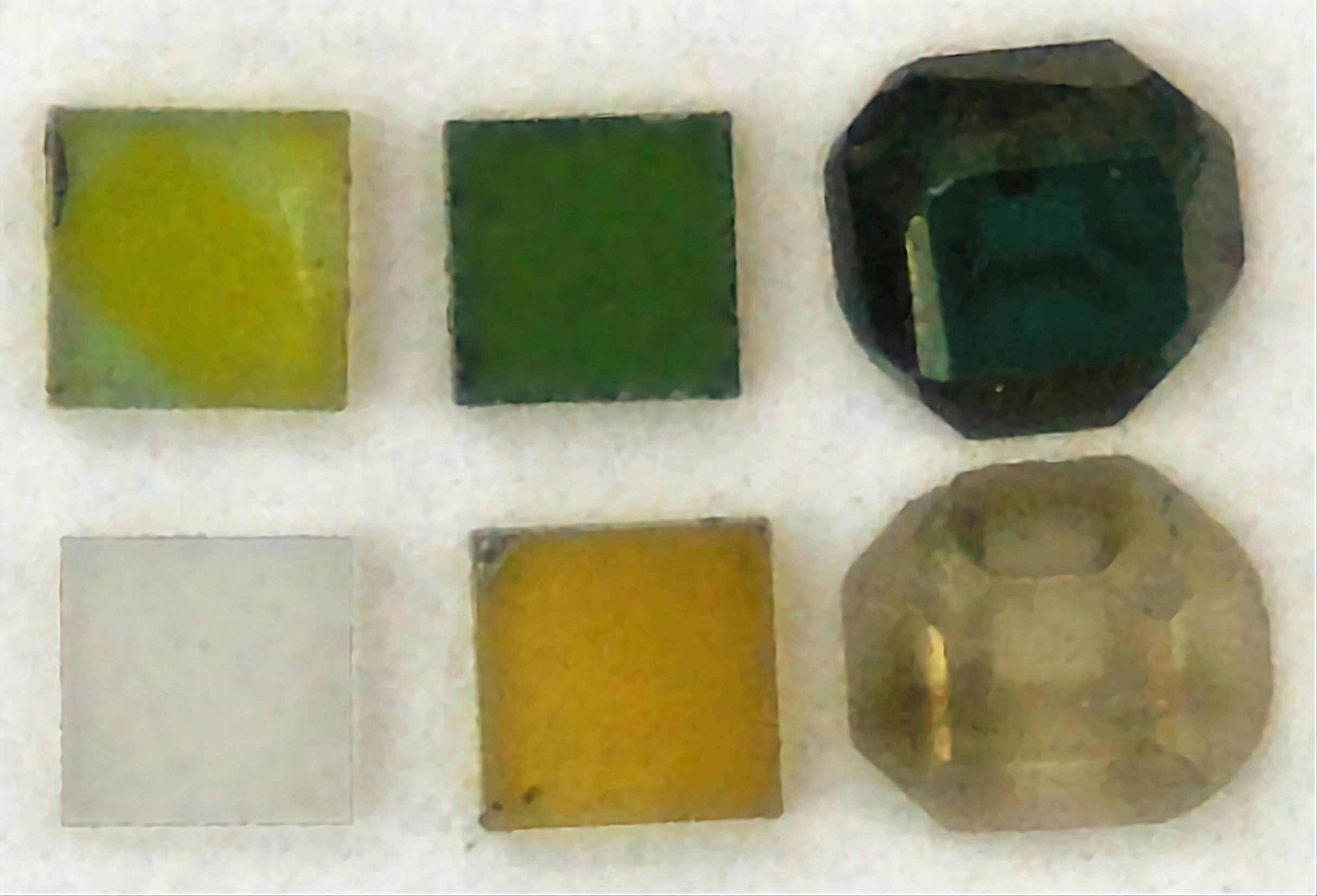
放射線照射をした後、緑色になったダイヤモンド。熱処理加工後、黄色になった。

宝石放射線照射（ほうせきほうしゃせんしょうしゃ、英語: gemstone irradiation）は、宝石の光学的特性を向上させるために宝石に人工的に放射線を照射する処理法。高レベルのイオン化放射線は、宝石結晶の原子構造を変化させ、宝石内部の光学的特性を変化させることができる。その結果、宝石の色が著しく変化したり、外観上の欠陥の視認性を低下が可能である。
宝石業界で広く使用されているこのプロセスは、原子炉、粒子加速器、または放射性同位元素コバルト60を使用したガンマ線施設で行われる。このようなプロセスにより、自然界には存在しない、または存在しても非常に珍しい色の宝石を作ることができる。このように処理された宝石の残留放射能による医学的危険性のため、多くの国で政府レベルで規制されている。